# Vigneux-de-Bretagne
Vigneux-de-Bretagne (bretonisch: Gwinieg-Breizh) ist eine französische Gemeinde mit 6633 Einwohnern (Stand: 1. Januar 2022) im Département Loire-Atlantique in der Region Pays de la Loire. Sie gehört zum Arrondissement Châteaubriant-Ancenis und ist Teil des Kantons La Chapelle-sur-Erdre.

## Geographie
Vigneux-de-Bretagne liegt an den Flüssen Gesvres und Cens, die hier entspringen. Umgeben wird Vigneux-de-Bretagne von den Nachbargemeinden Notre-Dame-des-Landes im Norden, Treillières im Osten, Orvault im Südosten, Sautron im Süden, Saint-Étienne-de-Montluc im Südwesten, Cordemais und Le Temple-de-Bretagne im Westen sowie Fay-de-Bretagne im Nordwesten.
Durch die Gemeinde führt die Route nationale 165.
Zur Gemeinde gehört die Ortschaft La Paquelais, die als Truppenlager des Usurpators auf dem Grafenstuhl der Bretagne, Lambert, 840 genutzt wurde.

## Bevölkerungsentwicklung
| Jahr      | 1962 | 1968 | 1975 | 1982 | 1990 | 1999 | 2006 | 2017 |
| Einwohner | 1941 | 1926 | 2274 | 3183 | 4026 | 4712 | 5165 | 6030 |

## Sehenswürdigkeiten

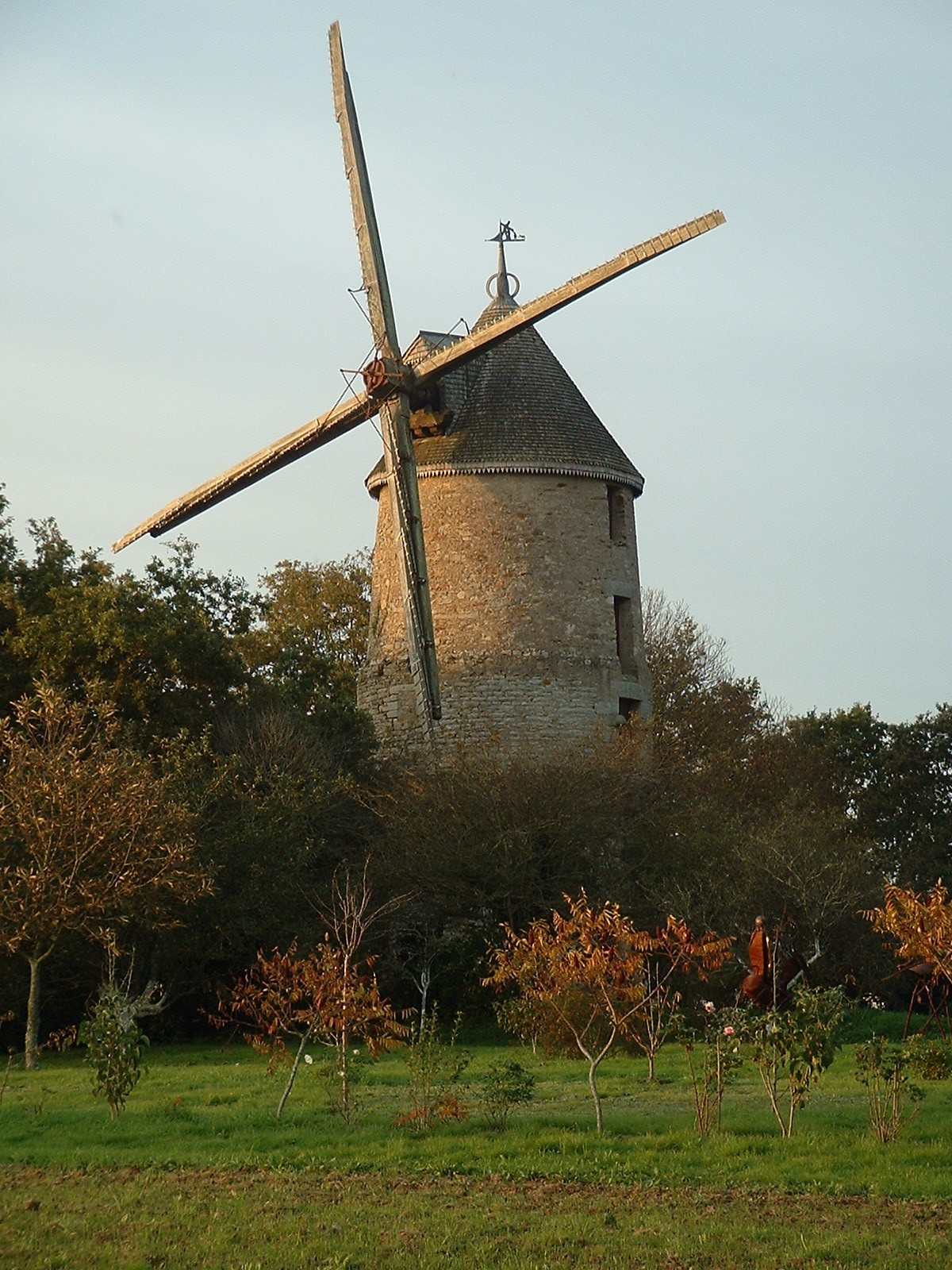
Mühle La Paquelais Savenay

- Kirche Vigneux aus dem Jahre 1860
- Schloss und Park La Bretonnière
- Schloss von Buron
- Schloss von Bois-Rignoux
- neun Mühlen